# For〜歓声を生んだ感動ストーリー〜
『for〜歓声を生んだ感動ストーリー〜』（フォア かんせいをうんだかんどうストーリー）は、2013年7月7日より2016年3月27日までテレビ朝日で放送されたミニ番組。通算133回（48回+85回）。エイベックスの単独提供。
放送時間は毎週日曜23時10分 - 23時15分（JST）だが、直前の『日曜エンターテインメント』枠拡大によってずれる事がある。また枠がずれた事によって、放送時間が5分から6分に拡大する事もある。
なお、放送1周年を迎えた2014年7月6日放送分からは、『for〜もう1人の主人公〜』（フォア もうひとりのしゅじんこう）と改題した。

## 概要
古今東西、秘められた感動ストーリーを紐解く番組。
『もう1人の主人公』になってからは、輝く一人の影に隠れたもう一人を紹介する。
2015年7月26日の放送で、通算100回を達成した。

## 出演者
- ナレーション - 広居 播

## 放送リスト

### 『歓声を生んだ感動ストーリー』時代

#### 2013年
| No.                                                    | サブタイトル                                       | テーマ                                        | 放送日   |
| ------------------------------------------------------ | -------------------------------------------------- | --------------------------------------------- | -------- |
| 第1話                                                  | 愛する母と祖母に捧げた奇跡のマウンド               | ダラス・ブレイデン                            | 7月7日   |
| 第2話                                                  | 子どもたちの笑顔のために…復活の動物園              | 旭山動物園                                    | 7月14日  |
| （7月21日は『選挙ステーション2013』のため休止）        |                                                    |                                               |          |
| 第3話                                                  | チリ落盤事故に起きた奇跡                           |                                               | 7月28日  |
| （8月4日は「全英リコー女子オープンゴルフ」のため休止） |                                                    |                                               |          |
| 第4話                                                  | 自分のために、支えてくれた家族のために             | 三浦雄一郎                                    | 8月11日  |
| 第5話                                                  | 妻のために…新たなるチャレンジ                      | アレッサンドロ・ザラルディ                    | 8月18日  |
| 第6話                                                  | 復興への願い…福島に笑顔を!                         | フラガール復活                                | 8月25日  |
| 第7話                                                  | 失われた日本人のために…                            | 伝説の一周 奇跡のカーレース                   | 9月1日   |
| 第8話                                                  | 四肢のないスイマー未来の光                         | 孤児で生涯を持つ兄弟・絆の物語                | 9月8日   |
| 第9話                                                  | 天国の父へ捧げる…奇跡の復活劇                      | マサカリ投法 村田兆治                         | 9月15日  |
| 第10話                                                 | 55年… 半世紀ぶり 感動のゴール                      | 日本マラソン界の父・金栗四三                  | 9月22日  |
| 第11話                                                 | 人と馬が生んだ絆の物語                             | 人と馬の絆物語                                | 9月29日  |
| 第12話                                                 | 愛する人のために… 世界を熱狂させた感動のプロポーズ | 世界の感動させたプロポーズ アイザック・ラム   | 10月6日  |
| 第13話                                                 | ファンのため…奇跡の復活劇                          | 奇跡の復活劇 小橋健太                         | 10月13日 |
| 第14話                                                 | 音楽のチカラ 子供達の未来のため                    | 音楽教師 アイリス・スティーブンソン           | 10月20日 |
| 第15話                                                 | 明るくない灯り 照明で表現された影                  | 東京スカイツリーを光で飾った男 戸垣浩人       | 10月27日 |
| 第16話                                                 | 人と猛獣の感動ストーリー                           | 人と猛獣の友情物語                            | 11月3日  |
| 第17話                                                 | 亡き母と掴んだ世界の頂点                           | 母に捧げる金メダル 井上康生                   | 11月10日 |
| 第18話                                                 | 恩師のために…もうひとつの卒業式                    | 教え子260人が新幹線で先生の定年を祝う         | 11月17日 |
| 第19話                                                 | 天国の夜に捧げた初優勝！                           | 女子オートレーサー 佐藤摩弥                   | 11月24日 |
| 第20話                                                 | 父のために…美の頂点へ                              | 父娘で掴んだ世界一 吉松育美                   | 12月1日  |
| 第21話                                                 | 子どもたちへ最後のメッセージ                       | 人生最後の授業 ランディ・パウシュ教授         | 12月8日  |
| 第22話                                                 | 震災で失われかけた伝統の祭り                       | 伝統芸能の復活 福島県浪江町の「請戸の田植踊」 | 12月15日 |
| 第23話                                                 | 18年振りの歓び…下半身不随のサーフィン              | サーファー 〜タイロン・スワン〜               | 12月22日 |
| （12月29日は『痛快!ビッグダディ』最終回SPのため休止）  |                                                    |                                               |          |

#### 2014年
| No.               | サブタイトル                        | テーマ                                                          | 放送日  |
| ----------------- | ----------------------------------- | --------------------------------------------------------------- | ------- |
| 第24話            | 亡き妻のため…79歳の高校生           | 79歳の卒業式 山下一郎                                           | 1月5日  |
| 第25話            | "わたしはカモメ"…道を切り開いた女性 | 史上初の女性宇宙飛行士 〜ワレンチナ・テレシコワ〜               | 1月12日 |
| 第26話            | 母のため…感動のステージ             | 奇跡の歌声〜エマニュエル・ケリー                                | 1月19日 |
| 第27話            | 大ベテランが託したメッセージ        | 65歳の現役騎手・岩坪徹                                          | 1月26日 |
| 第28話            | 愛する妻とダンスを…両足を失った夫   | パラリンピック・ イギリス代表 〜ネーサン・スティーブンス〜      | 2月2日  |
| 第29話            | 亡き師のため…目指せ五輪             | 師弟の絆が人生を変える しずちゃん（南海キャンディーズ）         | 2月9日  |
| 第30話            | 東北魂 一日も早い復興を願って       | お笑い芸人 サンドウィッチマン                                   | 2月16日 |
| 第31話            | 届けられなかった母への想い          | お笑い芸人 小籔千豊                                             | 2月23日 |
| 第32話            | 岩本恭生5年ぶりのステージ           | 妻と子のため主夫に                                              | 3月2日  |
| 第33話            | 木造校舎100年の歴史に終止符         | 歴代卒業生が感謝の卒業式 （岡山県高梁市立吹屋小学校）           | 3月9日  |
| 第34話            | ローマ法王に米を献上した男          | 市役所所員が仕掛けた前代未聞の奇策                              | 3月16日 |
| 第35話            | 車椅子の空手家                      | 二度の試練を乗り越えた不屈の空手家 （河野喜一）                 | 3月23日 |
| 第36話            | 国を超えた命のリレー                | やけどの少年を救う国を越えた命のリレー （北海道〜サハリン）     | 3月30日 |
| 第37話            | 余命宣言…少年の夢のために           | 夢は電車の運転士・新田朋宏くん（享年16歳）                      | 4月6日  |
| 第38話            | タリバンと闘う少女                  | 女性の権利 国際連合で名演説 パキスタンの少女 マララ・ユスフザイ | 4月13日 |
| 第39話            | アイアンマン稲田弘                  | 妻に捧げる偉業。80歳のアスリート                                | 4月20日 |
| 第40話            | 24年ぶりの感動の再会                | 家族のため、スーパーカーを手放した父のために…                   | 4月27日 |
| 第41話            | 技能五輪世界一 宇都宮晋平           | 世界一に輝いた若きサラリーマン                                  | 5月4日  |
| 第42話            | 浦和レッズ 李忠成                   | 全ての日本人サポーターのために…                                 | 5月11日 |
| 第43話            | 異国からの応援メッセージ 内田篤人   | 日本のために                                                    | 5月18日 |
| （5月25日は休止） |                                     |                                                                 |         |
| 第44話            | 元Jリーガーの起こした奇跡           | ふるさと鳥取県のために                                          | 6月1日  |
| 第45話            | 日本サッカー 初のオリンピック出場   | サッカー日本代表 ベルリン五輪の奇跡                             | 6月8日  |
| 第46話            | 沖縄県北玉小学校 70年越しの卒業式   | 70年ぶり 平和歌う校歌復活                                       | 6月15日 |
| 第47話            | 妻と共に掴んだ栄光 ジョン・ナッシュ | 統合失調症を乗り越えノーベル賞受賞                              | 6月22日 |
| 第48話            | 先天性四股欠損症 佐野有美の挑戦     | 仲間との絆…手足のないチアリーダー                               | 6月29日 |

### 『もう1人の主人公』時代
「No.」は『歓声を生んだ〜』時代からの通算。

#### 2014年
| No.                                                    | テーマ                                                                        | サブタイトル                                        | 放送日   |
| ------------------------------------------------------ | ----------------------------------------------------------------------------- | --------------------------------------------------- | -------- |
| 第49話                                                 | 難病のキャディ 最後の奇跡                                                     | トム・ワトソン 盟友と30年の絆                       | 7月6日   |
| 第50話                                                 | 「モードの帝王」イブ・サンローラン                                            | 苦楽を共にした人生のパートナー ピエール・ベルジェ   | 7月13日  |
| （7月20日は「全英オープンゴルフ」中継のため休止）      |                                                                               |                                                     |          |
| 第51話                                                 | 世界を驚かせるアートアクアリウム                                              | 小さな熱帯魚店から始まった壮大な芸術作品            | 7月27日  |
| 第52話                                                 | ビートルズファンクラブ代表 フリーダ・ケリー                                   | ビートルズの人気を影から支え続けた女性              | 8月3日   |
| 第53話                                                 | 水泳日本代表コーチ・平井伯昌                                                  | 日本最強スイマー北島康介を育てた男                  | 8月10日  |
| 第54話                                                 | 水泳コーチ・久世由美子                                                        | バタフライ銅メダリスト松田丈志を育てた女性          | 8月17日  |
| 第55話                                                 | 前人未踏のエベレスト人類初登頂 エドモンド・ヒラリー テンジン・ノルゲイ        | 世界最高峰の山に魅せられた2人の男の物語             | 8月24日  |
| 第56話                                                 | 名トレーナー 平岡洋二                                                         | 鉄人・金本の体を支え続けたトレーナー                | 8月31日  |
| 第57話                                                 | ホイットニー・ヒューストンを世に出した音楽プロデューサー クライヴ・デイヴィス | 世界最高の歌姫と歩んだ軌跡                          | 9月7日   |
| 第58話                                                 | ガッツ石松をライト級世界王者に導いた名トレーナー                              | チャンピオンの栄光を支えたエディ・タウンゼント      | 9月14日  |
| 第59話                                                 | 三保の松原を世界遺産に導いた男 近藤誠一                                       | 日本の原風景を世界遺産に!                           | 9月21日  |
| 第60話                                                 | コーチ マイケル・チャン                                                       | テニス錦織圭を日本人初の快挙に導いた男              | 9月28日  |
| 第61話                                                 | リベリア内戦の悲劇を映画にした男 ジャン・ステファーヌ・ソヴェール             | 戦争の惨劇を伝えたい…ドキュメンタリ監督の執念       | 10月5日  |
| 第62話                                                 | 円谷幸吉 東京オリンピックの快挙                                               | 東京オリンピック! 走り続けた二人三脚の道程          | 10月12日 |
| 第63話                                                 | 老舗 帝国ホテルの挑戦                                                         | 日本初の試みを食で支えた男                          | 10月19日 |
| 第64話                                                 | 怪我から復帰し、ラグビー最高峰の闘いの舞台へ                                  | ラグビー選手の人生を支えたリハビリトレーナー        | 10月26日 |
| 第65話                                                 | 2020年東京オリンピック招致 秘話                                               | 東京オリンピック招致を陰で支えた男 ニック・バーリー | 11月2日  |
| 第66話                                                 | プロバットマイスター 久保田五十一                                             | 三冠王・落合博満のバッティングを共に作り出した男    | 11月9日  |
| 第67話                                                 | 世界一の車を造る！                                                            | 天才技術者・本田宗一郎と共に歩んだ男 藤沢武夫       | 11月16日 |
| 第68話                                                 | 上野動物園の入園者を200万人増やした立役者 二木忠男                            | パンダ再来園に奔走した地元民の団結                  | 11月23日 |
| 第69話                                                 | フィギュアスケーター 鈴木明子を育てたコーチ 長久保裕                          | 唯一無二の絆が支えたスケート人生                    | 11月30日 |
| 第70話                                                 | フィギュアスケート・コーチ 大西勝敬                                           | 町田樹をオリンピックへと導いた男                    | 12月7日  |
| （12月14日は『選挙ステーション2014』のため休止）       |                                                                               |                                                     |          |
| 第71話                                                 | 仮面ライダーを世に送り出したプロデューサー 平山亨                             | 放送開始から40年 子供たちの永遠のヒーロー           | 12月21日 |
| （12月28日は『ビートたけしのTVタックル』SPのため休止） |                                                                               |                                                     |          |

#### 2015年
| No.                                               | テーマ                                                          | サブタイトル                                                 | 放送日   |
| ------------------------------------------------- | --------------------------------------------------------------- | ------------------------------------------------------------ | -------- |
| 第72話                                            | ミズノ・フットウェア開発担当 主任技師・木村隆也                 | カール・ルイスを靴で支えた男                                 | 1月4日   |
| 第73話                                            | 陸上十種競技元チャンピオン 武井壮                               | 陸上十種競技・右代啓祐を金メダルに導いた男                   | 1月11日  |
| 第74話                                            | 『ベルサイユのばら』誕生の物語                                  | 宝塚歌劇団の危機を救った男 植田紳爾                          | 1月18日  |
| 第75話                                            | ノーベル賞受賞者の恩師 徳島大学名誉教授・多田修                 | 中村修二をノーベル物理学賞へ導いた男                         | 1月25日  |
| 第76話                                            | 日本初のプロ"ホペイロ" 松浦紀典                                 | サッカー界のレジェンド キングカズの足元を支えた男            | 2月1日   |
| 第77話                                            | Suica開発者の1人、椎橋章夫                                      | 日常生活を劇的に変えた-"Suica"開発秘話                       | 2月8日   |
| 第78話                                            | 大相撲初の エジプト出身力士 大砂嵐                              | エジプト人の青年を角界に導いた大嶽親方（元：関脇貴闘力）     | 2月15日  |
| 第79話                                            | レスリング界の女王を生んだコーチ 吉田栄勝                       | 吉田沙保里と歩む前人未到の記録                               | 2月22日  |
| 第80話                                            | 越路吹雪マネージャー（作詞家）・岩谷時子                        | 越路吹雪と共に歩んだ女性                                     | 3月1日   |
| 第81話                                            | 三陸鉄道の全線復興を指揮した社長 望月正彦                       | 三陸鉄道全線復興の物語                                       | 3月8日   |
| 第82話                                            | 女子ソフトボール日本代表を支えたトレーナー                      | 女子ソフトボールを支えた男 トレーナー金城充知                | 3月15日  |
| 第83話                                            | アンコール遺跡国際調査団・団長 石澤良昭                         | 世界遺産「アンコールワット」の修復に尽くした男               | 3月22日  |
| 第84話                                            | "はやぶさ"プロジェクトマネージャー 川口淳一郎                   | 小惑星探査機"はやぶさ"の旅を支え続けた男                     | 3月29日  |
| 第85話                                            | 東京マラソンレースディレクター 早野忠昭                         | 東京マラソン開催に尽力した男                                 | 4月5日   |
| 第86話                                            | 女子フィギュアスケート村上佳菜子を支え続ける名コーチ 山田満知子 | スランプに陥った村上の為に! 二人三脚で歩み続ける2人の物語    | 4月12日  |
| 第87話                                            | 高校ボクシング部監督・武元前川                                  | 村田諒太を金メダルへと誘った男                               | 4月19日  |
| 第88話                                            | 国鉄技師長・島秀雄                                              | 夢の超特急「新幹線」を作り上げた男                           | 4月26日  |
| 第89話                                            | 指揮者・佐渡裕                                                  | 天才ピアニスト・辻井伸行を見出した男                         | 5月3日   |
| 第90話                                            | 首都高の建設に尽力した男 山田正男                               | 東京を駆けめぐる【首都高】建設の切り札! 空中作戦             | 5月10日  |
| 第91話                                            | ラーメンに人生を捧げた男 山岸一雄                               | お客さんの笑顔のために…ラーメンの味を守り続けた生涯          | 5月17日  |
| 第92話                                            | 紙の建設で社会のために 坂茂                                     | 社会のために建設を…開発した紙管                              | 5月24日  |
| 第93話                                            | 青山学院大学陸上競技部・原晋                                    | 青学陸上部を箱根駅伝優勝に導いた男                           | 5月31日  |
| 第94話                                            | アカデミー脚本賞 ベン・アフレック                               | マット・デイモンと歩み栄光を掴んだ男                         | 6月7日   |
| 第95話                                            | シャラポワを全仏優勝に導いたテニストレーナー中村豊              | マリア・シャラポワ復活劇を支えた男                           | 6月14日  |
| 第96話                                            | ヒッチコックの妻アルマ・レヴィル                                | ヒッチコック作品を支えたレディ・ヒッチコック                 | 6月21日  |
| 第97話                                            | 「週刊少年チャンピオン」伝説の編集長 壁村耐三                   | ブラック・ジャックを世に送り出したもうひとりの男             | 6月28日  |
| 第98話                                            | 「SEX and the CITY」の世界観を作り上げた パトリシア・フィールド | 独特のファッションセンスで女性たちを虜にしたスタイリスト     | 7月5日   |
| 第99話                                            | 美ら海水族館名誉館長 内田詮三                                   | 世界初の巨大水槽で魚類最大のジンベエザメを飼育               | 7月12日  |
| （7月19日は「全英オープンゴルフ」中継のため休止） |                                                                 |                                                              |          |
| 第100話                                           | 日本選手権4冠-水泳界の新星を育てたコーチ 竹村吉昭               | 苦しいときこそ笑顔で! 渡部香生子を重圧から救った言葉         | 7月26日  |
| 第101話                                           | 競泳選手 瀬戸大也と歩み続けるコーチ梅原孝之                     | 夢の金メダルへ! 挫折を乗り越えて二人三脚で栄光の舞台を目指す | 8月2日   |
| 第102話                                           | "富士山レーダー"完成の立役者 伊藤庄助                           | 日本列島を台風の脅威から守ろうとした男                       | 8月9日   |
| 第103話                                           | キング・オブ・ロックンロールを発掘したレコード会社社長          | エルヴィス・プレスリーの才能を見出したサム・フィリップス     | 8月16日  |
| 第104話                                           | ドクターヘリを救命救急に…医師・小濱啓次                         | 命を繋ぐ医療システム"ドクターヘリ"誕生に尽くした男           | 8月23日  |
| 第105話                                           | "近大マグロ"近畿大学名誉教授 熊井英水                           | 世界初クロマグロの完全養殖に尽力した男                       | 8月30日  |
| 第106話                                           | アポロ11号の宇宙服を作った被服メーカー                          | 人類初の月面着陸を支えた女性たち                             | 9月6日   |
| 第107話                                           | 日本人初のハリウッドスターを支えたアメリカ人                    | 俳優・早川雪洲の栄光を支えたハンフリー・ボガード             | 9月13日  |
| 第108話                                           | トランポリン選手を応援 五輪の舞台へ送りだした夫妻               | 夢の舞台ロンドンオリンピック出場 上山選手を支えた恩人        | 9月20日  |
| 第109話                                           | ハリウッド衣装デザイナー ウィリアム・トラヴィーラ               | マリリン・モンローをスターダムに押し上げた男                 | 9月27日  |
| 第110話                                           | チャップリンの秘書 高野虎市                                     | チャールズ・チャップリンを陰で支えた日本人                   | 10月4日  |
| 第111話                                           | 車いすテニス史上最年少"グランドスラム"を支えたコーチ            | 車いすテニス 上地結衣選手とリオを目指す千川理光コーチ        | 10月11日 |
| 第112話                                           | オリンピックを目指す無良崇人選手と歩む父                        | 2014GPシリーズでの躍進を支えた父・無良隆志コーチ             | 10月18日 |
| 第113話                                           | 奇跡の映画を完成させたハリウッドの俳優たち                      | 亡き友のために…演じたジョニー・デップ                        | 10月25日 |
| 第114話                                           | スティーブン・キングをベストセラーに導いた妻タビサ              | 夫の才能を信じ支え続けた女性                                 | 11月1日  |
| 第115話                                           | スワローズの顔 山田哲人選手を育てた名伯楽                       | 山田選手のトリプルスリー達成を支えた杉村打撃コーチ           | 11月8日  |
| 第116話                                           | ボジョレーワイン醸造家 ジョルジュ・デュブッフ                   | ボジョレーヌーヴォーを世界的なワインに変えた男               | 11月15日 |
| 第117話                                           | 新体操日本代表チームを支えた史上初の美容コーチ                  | フェアリージャパン躍進に貢献した女性たち                     | 11月22日 |
| 第118話                                           | 東京タワー建設に挑んだ若き職人 桐生五郎                         | わずか13ヶ月で東京タワーを完成させた25歳のリーダー           | 11月29日 |
| 第118話                                           | フィギュアスケート宮原選手の師 濱田美栄                         | GPファイナル初出場! 宮原知子選手を育てた名コーチ             | 12月6日  |
| 第119話                                           | 新世代の歌姫を見出し、応援したジャスティン・ビーバー            | カーリー・レイ・ジェプセンを世界に売り出したスーパースター   | 12月13日 |
| 第120話                                           | 瀬戸大橋を完成させた現場責任者 杉田秀夫                         | 着工から完成まで10年…瀬戸大橋に命をかけた男                  | 12月20日 |
| 第121話                                           | 自称「熱海のAD」 熱海市職員 山田久貴                            | 町おこしのために年間100本以上のロケを拉致した男              | 12月27日 |

#### 2016年
| No.                                                  | テーマ                                                            | サブタイトル                                               | 放送日  |
| ---------------------------------------------------- | ----------------------------------------------------------------- | ---------------------------------------------------------- | ------- |
| （1月3日は『小泉今日子50歳ニューヨーク』のため休止） |                                                                   |                                                            |         |
| 第122話                                              | サッカー日本代表 浅野拓磨を導いた教師 内田洋一                    | あきらめかけていた夢"オリンピック"への道をつないだ恩師     | 1月10日 |
| 第123話                                              | 新たなる扉を開くファッションクリエーター ニコラ・フォルミケッティ | レディー・ガガの世界観を作り上げた男                       | 1月17日 |
| 第124話                                              | 日本初のボクシング世界王者を育てたアルビン・カーン博士            | 日本人のプライドを取り戻せ! 白井義男をチャンピオンにした男 | 1月24日 |
| 第125話                                              | 妻の"ノーベル平和賞受賞"に貢献したマイケル・エアリス              | アウン・サン・スーチーの民主運動を支えた夫                 | 1月31日 |
| 第126話                                              | ラグビー日本代表メンタルコーチ 荒木香織                           | ラグビー日本代表を歴史的勝利へ導いた女性                   | 2月7日  |
| 第127話                                              | 日本美容界のパイオニア 山野愛子と夫・治一                         | 日本初のパーマネント機開発! 妻と美容界を支えた男           | 2月14日 |
| 第128話                                              | 女子ゴルファー イ・ボミ専属プロキャディ 清水重憲                  | イ・ボミを日本ツアー賞金女王へ導いた男                     | 2月21日 |
| 第129話                                              | 世界最高峰自転車レース"ツール・ド・フランス"感動秘話              | 事故死した仲間のため…勝者のないレース                      | 2月28日 |
| 第130話                                              | "ウルトラマン"伝説のスーツアクター 古谷敏                         | 半世紀に渡るスーパーヒーローの人気を確立した男             | 3月6日  |
| 第131話                                              | 伝説の名選手・ミスター社会人野球 西郷泰之                         | 巨人軍・長野久義選手を初志貫徹に導いた男                   | 3月13日 |
| 第132話                                              | 快挙を成し遂げた「宗谷」船長・松本満次                            | 前人未到の地に上陸!南極観測隊を奇蹟に導いた男              | 3月20日 |
| 第133話                                              | 『にんげんだもの』出版に尽力したデザイナー松本瑠樹                | 相田みつをの言葉を世に広めた男                             | 3月27日 |

- 第32話は、当初は2月16日に「第30話」として放送する予定だったが、恵子夫人が2月9日に死去されたために延期になった。
- 第43話は、21:00 - 23:12に「2014 AFC女子アジアカップ」中継（なでしこジャパン×ヨルダン戦）が編成されたため、23:12 - 23:15に短縮して放送された。
- 第105話は、21:00 - 22:49に『日曜洋画劇場 STAND BY ME ドラえもん』、22:52 - 0:10に『関ジャム 完全燃SHOW』拡大版がそれぞれ編成されたため、22:49 - 22:52に繰り上げ短縮して放送、初めて22時台での放送となった。
- 第113話は、『日曜洋画劇場 バイオハザードIII』が21:00 - 22:50、22:55 - 0:10に『関ジャム 完全燃SHOW』拡大版がそれぞれ編成のため、22:50 - 22:55に繰り上げ放送、2度めの22時台放送になった。